# Jo Harman
Jo Harman (Luton, 21 settembre 1983) è una cantautrice britannica.

## Biografia
Dopo aver studiato alla Brighton Institute of Modern Music, Jo Harman ha pubblicato il suo primo progetto, l'album dal vivo Live at Hideaway, nel 2011. A novembre 2012 ha aperto concerti per i The Cranberries e in seguito sono usciti due album in studio, Dirt On My Tongue e People We Become, rispettivamente nel 2013 e nel 2017. Tra il 2012 e il 2014 ha accumulato dieci candidature ai British Blues Awards, vincendone una nella categoria Voce femminile.

## Discografia

### Album in studio
- 2013 – Dirt On My Tongue
- 2017 – People We Become

### Album dal vivo
- 2011 – Live at Hideaway
- 2014 – Live At The Royal Albert Hall